# Зама Сити
Зама Сити (енгл. Zama City) је заселак у северозападној Алберти у Канади у оквиру округа Макензи. Налази се северно од језера Зама дуж пута Зама, који се одваја од аутопута Макензи (аутопут 35) отприлике 80 km (50 mi) северно од града Хај левела.
Заселак се налази у Пописном одељењу бр. 17, у савезном изборном округу Гранд Прери—Макензи.

## Демографија
По попису становништва из 2021. године које је спровео Статистички завод Канаде, село Зама је забележило популацију од 52 становника који живе у 24 од укупно 27 приватних станова, што представља промену од -29,7% у односу на број становника из 2016. године од 74. Са површином од 21,68 km2 (8,37 sq mi), имао је густину насељености од 2,4/км2 (6,2/ск ми) 2021. године.
Као одређено место у Попису становништва из 2016. године који је спровео Статистички завод Канаде, место Зама је забележио популацију од 74 становника који живе у 34. од укупно 61. приватног стана, што је промена од -20,4% у односу на број становника из 2011. године од 93. станова. Са површином од 21,68 km2 (8,37 sq mi), имао је густину насељености од 3,4/км2 (8,8/ск ми) 2016. године.

## Економија
Економија се базира углавном око индустрије нафте и гаса. Велики нафтовод повезује место Зама са Норман Велсом у северозападним територијама.

## Транспорт
Две аеродромске писте служе заједници, аеродром Зама (ЦЕКС5) и аеродром Зама Лејк (ЦФТ9).